# Khaya ivorensis
Khaya ivorensis (también llamada caoba africana o caoba de Lagos) es un  árbol con un reforzado tronco en la familia Meliaceae. 

## Distribución y hábitat
Se encuentra en Angola, Camerún, Costa de Marfil, Gabón, Ghana, Liberia y Nigeria donde crece principalmente en las tierras bajas de selvas tropicales. Está amenazada por pérdida de hábitat.

## Descripción
Khaya ivorensis alcanza un tamaño de 40 a 50 m de altura. Tiene la corteza marrón gruesa y de color rojizo. Crece con muchas flores blancas en el extremo de sus ramas. Su fruto leñoso es ligeramente más delgado que los de Khaya grandfoliola.

## Hábitat
Khaya ivorensis normalmente crece en climas más secos. Se puede encontrar en la selva tropical de las tierras bajas que tienen una corta estación seca. Crece en grupos o individualmente. No tiene muchas exigencias para sobrevivir, ya que puede tolerar algunos periodos de sombra y cortos de inundaciones en épocas de lluvia. Se encuentra sobre todo en el África occidental y el sur de Nigeria.

## Usos
Su corteza es resistente y se utiliza para hacer muchas cosas, tales como muebles y paneles. La corteza del árbol es amarga y puede ser utilizada como un remedio natural para la tos y la tos ferina. Algunos indican que cuando se mezcla con pimienta negra en grano puede ser usada para tratar la diarrea y la disentería. Un brebaje con la corteza se utiliza como una bebida o un baño para los dolores de espalda y en forma de loción para el reumatismo.  

## Taxonomía
Khaya ivorensis fue descrita por Auguste Jean Baptiste Chevalier y publicado en Les végétaux Utiles de l'Afrique Tropical Française 5: 207. 1909.
Sinonimia
- Khaya caudata Stapf ex Hutch. & Dalziel
- Khaya klainei Pierre ex Pellegr.[3]